# روجر باترسون
روجر باترسون (بالإنجليزية: Roger Patterson)‏ هو عازف باس أمريكي، ولد في 29 نوفمبر 1968، وتوفي في 12 فبراير 1991 بسبب حادث مرور.